# Alfred DeCelles
Alfred DeCelles (né vers 1882 et mort le 25 novembre 1932 à Ottawa) était un journaliste, un littérateur et un linguiste québécois.
Membre de la société de linguistique de Paris, il publia régulièrement dans les revues France-Canada et Paris-Canada. Il étudia les liens entre le franco-normand et le français québécois et commenta l'œuvre d'Edmond de Nevers sur l'américanité des Canadiens français.
Il était le fils d'Alfred Duclos Decelles, figure éminente de journalisme canadien.

## Ouvrages publiés
- Histoire des États-Unis, 1896
- L'Âme américaine au point de vue canadien, 1901
- Normands et Canadiens, 1903
- En Normandie, 1903
- La Langue et les œuvres françaises au Canada, 1905
- À la conquête de la liberté, 1913
- La Beauté du verbe, 1927
- Notre beau parler de France, 1929

## Honneurs
- Membre de la société royale du Canada
- Prix de la langue-française 1928 de l’Académie française pour La Beauté du verbe
- Prix de l'Académie nationale des sciences, belles-lettres et arts de Bordeaux pour La Beauté du verbe